# TINP1
TINP1‏ (NSA2, ribosome biogenesis homolog) هوَ بروتين يُشَفر بواسطة جين TINP1 في الإنسان.